# Youth of Today
Youth of Today ist eine US-amerikanische Hardcore-Band aus New York City. Die 1985 gegründete Band galt in den 1980er-Jahren als Flaggschiff der Straight-Edge-Bewegung innerhalb des New York Hardcore.

## Bandgeschichte
Youth of Today wurde im Jahr 1985 von Ray Cappo (Gesang) und John „Porcell“ Porcelly (Gitarre) gegründet, die beide Mitglieder der NYHC-Band Violent Children waren. Beide wohnten zu dieser Zeit im 80 km von New York entfernten Danbury im Bundesstaat Connecticut. Zum Zeitpunkt der Bandgründung waren die ursprünglichen Hardcore-Straight-Edge-Bands wie Minor Threat, SSD oder DYS bereits zerfallen, und Youth of Today löste die zweite Welle und den Zenit von Straight Edge im Jahr 1988 aus. Laut Cappo wollte die Band einen „möglichst einfachen, für Hardcore typischen Namen“ und entschied sich für „Youth of Today“. Ein Lied der New Yorker Hardcore-Band The Abused trug den gleichen Namen, außerdem kam die Phrase in Texten der Avengers und Cause for Alarm vor. Die Band führte mit dem Lied No More als erste Band eine vegetarische Lebenshaltung als Teil von Straight Edge ein. Die Band löste sich 1990 auf. 2004 gaben sie ein kurzes Revival, um dann wieder für fünf Jahre getrennte Wege zu gehen. Seit 2010 existieren sie wieder offiziell.

## Rezeption
Das deutschsprachige Online-Magazin laut.de setzte Youth of Today 2018 in seiner globalen Liste „Die 30 besten Hardcore-Bands“ auf Platz 19.

## Diskografie (Auswahl)
- 1985: Can’t Close My Eyes (EP, Positive Force)
- 1986: Break Down the Walls (Wishingwell)
- 1988: We’re Not In This Alone (Caroline)
- 1990: Disengage (EP, Revelation Records)
- 2003: A Time We'll Remember (Spoken-Word-Album, Supersoul)